# Hadji Muhtamad
Hadji Muhtamad is een gemeente in de Filipijnse provincie Basilan op het gelijknamig eiland. Bij de laatste census in 2007 had de gemeente ruim 20 duizend inwoners.

## Geschiedenis
Deze gemeente is in 2007 ontstaan door afsplitsing van de 10 barangays van Lantawan die niet op het eiland Basilan lagen.
Op 25 augustus 2007 werd dit middels een volksraadpleging bekrachtigd.

## Geografie

### Bestuurlijke indeling
Hadji Muhtamad is onderverdeeld in de volgende 10 barangays:
| - Baluk-Baluk - Dasalan - Lubukan - Luukbungsod - Mananggal | - Palahangan - Panducan - Sangbay Big - Sangbay Small - Tausan |